# Anton Dachler
Anton Dachler (17 januari 1841 Biedermannsdorf - 31 oktober 1921 Wenen) was een Oostenrijks architect en burgerlijk ingenieur.

## Levensloop
Dachler werd in 1841 geboren als zoon van een molenaar. Hij begon zijn carrière in 1867 in het huidige Tsjechië bij de Baros-Pécs-spoorweg. Vervolgens werkte hij van 1886 tot 1888 bij de Keizer Ferdinands Noordelijke Spoorweg (SDF) als civiel ingenieur en vanaf 1889 als architect van de SDF, onder leiding van bouwkundige Vilém Astem. In 1892 werd hij directeur van de bouwafdeling van de SDF.

## Gebouwen
Dachler was de eerste architect, in elk geval in Oostenrijk-Hongarije, die gestandaardiseerde gebouwen ontwierp (onder meer stationsgebouwen en waterwerken). Het eerste gebouw van zijn hand was voor de Moravisch-Silezische Stadsspoorweg (Kojetín - Bielsko-Biała). Zijn stationsgebouwen werden langs lokale spoorlijnen gebouwd, maar ook langs de hoofdlijn van Wenen naar Bochnia. In de documentatie werden de gebouwen aangeduid als type Standaardplan. Vervolgens werd voor de details gekeken naar aansluiting bij de lokale omgeving. De gebouwen werden gemaakt met sleufmetselwerk. Het gebruikte metselwerk was doorgaans monochroom, maar bevatte soms ook een combinatie van lichte en donkere tinten met rood-, oranje- of crèmewitgedekte oppervlakken. 

### Lijst met gebouwen (onvolledig)
- Stationsgebouw van Frýdek-Místek (1887);[2]
- Stationsgebouw van Český Těšín (1888);[3]
- Stationsgebouw van Bielsko-Biała;
- Stationsgebouw van Cieszyn;
- Stationsgebouw van Jistebník;[4]
- Stationsgebouw van Prosenice;
- Stationsgebouw en woonhuis van Grygov.[5]